# Jordi Botella Miró
Jordi Botella Miró (Alcoi, 5 de gener de 1958) és professor de llengua i literatura a l'institut Pare Vitòria d'Alcoi, a més de poeta i narrador. Ha escrit novel·les de trama històrica: La caixa negra, Metralla; de tema urbà: Estació terminal, i d'ambient rural: La Sagrada família. Ha col·laborat amb articles en la premsa i ha exercit la crítica literària. Forma part del col·lectiu d'escriptors Salomó Dori, amb els quals va escriure el llibre col·lectiu La vida sexual de Fernando Pessoa, traduït al portuguès.

## Obres
Narrativa
- La vida sexual de Fernando Pessoa (1995), llibre col·lectiu
- La Sagrada Família (1997).
- Carta als reis (1998)
- Estació terminal (2000)
- La caixa negra (2002)
- Èxit (2003)
- Llibre d'escolaritat (2005), llibre col·lectiu
- Tres viatges (2005)
- Metralla (2021)

Poesia
- Archipiélago (1978)
- Bolero (1983)
- Cobles vallesanes (1985)
- Disciplina (1990)

Crítica literària
- El temps d'un poble (1986)
- El sainet fester (1995)